# Friedrich Dingeldey
Friedrich Dingeldey (* 16. Dezember 1859 in Darmstadt; † 24. September 1939 ebenda) war ein deutscher Mathematiker.

## Leben
Dingeldey, ein Sohn des Pfarrers Hermann Dingeldey (1825–1902), studierte nach dem Besuch des großherzoglichen Gymnasiums in Darmstadt an den Universitäten Gießen, Leipzig und München. Er war Corpsschleifenträger der Starkenburgia.
Mit einer Doktorarbeit bei Felix Klein wurde er 1885 in Leipzig zum Dr. phil. promoviert. 1886–1892 war er als Lehrer in Darmstadt und Groß-Gerau tätig.  1889 habilitierte er sich an der TH Darmstadt über Knotentheorie. Dabei folgte er den Arbeiten des Wiener Mathematikers Oskar Simony. (1890 ließ er eine Broschüre mit Arbeiten zur Knotentheorie drucken). Im Jahr 1894 wurde er in die Deutsche Akademie der Naturforscher Leopoldina gewählt und zum ordentlichen Professor für Mathematik an der TH Darmstadt berufen. Von 1903 bis 1905 und 1919/20 war er ihr Rektor. 1932 wurde er auf seinen Antrag in den Ruhestand versetzt. Er starb vor dem Ende seines 80. Lebensjahres.
Dingeldey gab George Salmons Lehrbücher über Kegelschnitte neu heraus (nach der Ausgabe von Wilhelm Fiedler) und schrieb 1903 den entsprechenden Artikel in der Enzyklopädie der mathematischen Wissenschaften.

## Ehrungen
- 1902: Verleihung des Ritterkreuzes I. Klasse des Verdienstordens Philipps des Großmütigen
- 1904: Geheimer Hofrat

## Schriften
- Topologische Studien über die aus ringförmig geschlossenen Bändern durch gewisse Schnitte erzeugbaren Gebilde, B. G. Teubner, Leipzig 1890 (im Internet-Archiv, dito, dito)
- Sammlung von Aufgaben zur Anwendung der Differential- und Integralrechnung, B. G. Teubner, Leipzig Berlin
  - Erster Teil. Aufgaben zur Anwendung der Differentialrechnung, 1910
  - Zweiter Teil. Aufgaben zur Anwendung der Integralrechnung, 1913 (im Internet-Archiv, dito)